# Гай Леканій Басс Цецина Пет
Гай Леканій Басс Цецина Пет (лат. Gaius Laecanius Bassus Caecina Paetus; ? — після 79) — політичний і державний діяч Римської імперії, консул-суффект 70 року.

## Життєпис
Походив з етруського роду вершників Цецинів з міста Вольтерра. Його батьками були Авл Цецина Пет і Аррія Старша, вітчимом — Гай Леканій Басс, консул 64 року.
У 70 році Гая Леканія Басса Цецину Пета Було призначено консулом-суффектом разом з Луцієм Аннієм Бассом. 74 року його було призначено доглядачем берегів і самої річки Тибр. Упродовж 78-79 років був проконсулом провінції Азія, що підтверджується його листом до управителя Мілета. У Ефесі Гая Леканія Басса було удостоєно пам'ятного надпису про те, що він узяв активну участь у спорудженні павільйону з мінеральним джерелом. Імовірно тоді мав власність у місті Мінтурні.
Подальша доля його невідома. 

## Родина
- Його сином імовірно був Гай Леканій Басс Цецина Флакк, монетний тріумвір.